# Mario Bettinus
Mario Bettinus o Mario Bettini (6 de febrero de 1582-7 de noviembre de 1657) fue un astrónomo, matemático y filósofo jesuita italiano. En el campo de las matemáticas, se dedicó a desacreditar y debilitar el método de las diferencias finitas, siendo uno de los principales críticos de la teoría infinitesimal. En su publicación Apiaria Universae Philosophiae Mathematicae, Bettinus compiló una colección de curiosidades matemáticas posteriormente revisadas junto a su obra por Christoph Grienberger.

## Obras
La más importante obra de Bettini y la más leída fue su Apiaria universae philosophiae, mathematicae, que alcanzó a tener seis reimpresiones. Aparentemente pensada como una enciclopedia de matemáticas, era de hecho una colección desigual de ensayos sobre las teorías y aplicaciones de las matemáticas, en especial en el área de la geometría; contenía además una serie de exposiciones de temas de mecánica, incluyendo medidas gnomónicas, armónicas y esféricas. La descripción de Francesco Eschinardi de su reloj de agua se incluye como apéndice a la obra.
El Apiaria revela el conocimiento comprensivo que Bettini poseía de las matemáticas y sus ramificaciones, pero el material está tomado de tratados de épocas anteriores, sin referencias a las matemáticas y ciencia de su propio tiempo, y presentada de una manera desorganizada y confusa. A pesar de esto, la obra gozó de popularidad considerable.
Bettini fue también un popular dramaturgo y poeta latino. Su primera obra, un drama titulado Rubenus (1614), estaba dedicado a Ranuccio I Farnesio, duque de Parma. Considerado innovador, fue muy leído en italiano y otros idiomas. Ocho años después, publicó en París otra obra dramatica, Ludovicus, dedicada a Luis XIII de Francia. Asimismo, fue muy bien acogida su colección de ensayos y poemas, Lycaeum e moralibus, politicis, et poeticis, que tuvo varias ediciones y sirvió de base para un volumen antologico, publicado (Lyon, 1633) como Florilegium variorum poematum et dramatum pastoralium.

## Reconocimientos
- El cráter lunar Bettinus fue bautizado con su apellido por Giovanni Riccioli en 1651.[2]

## Obra

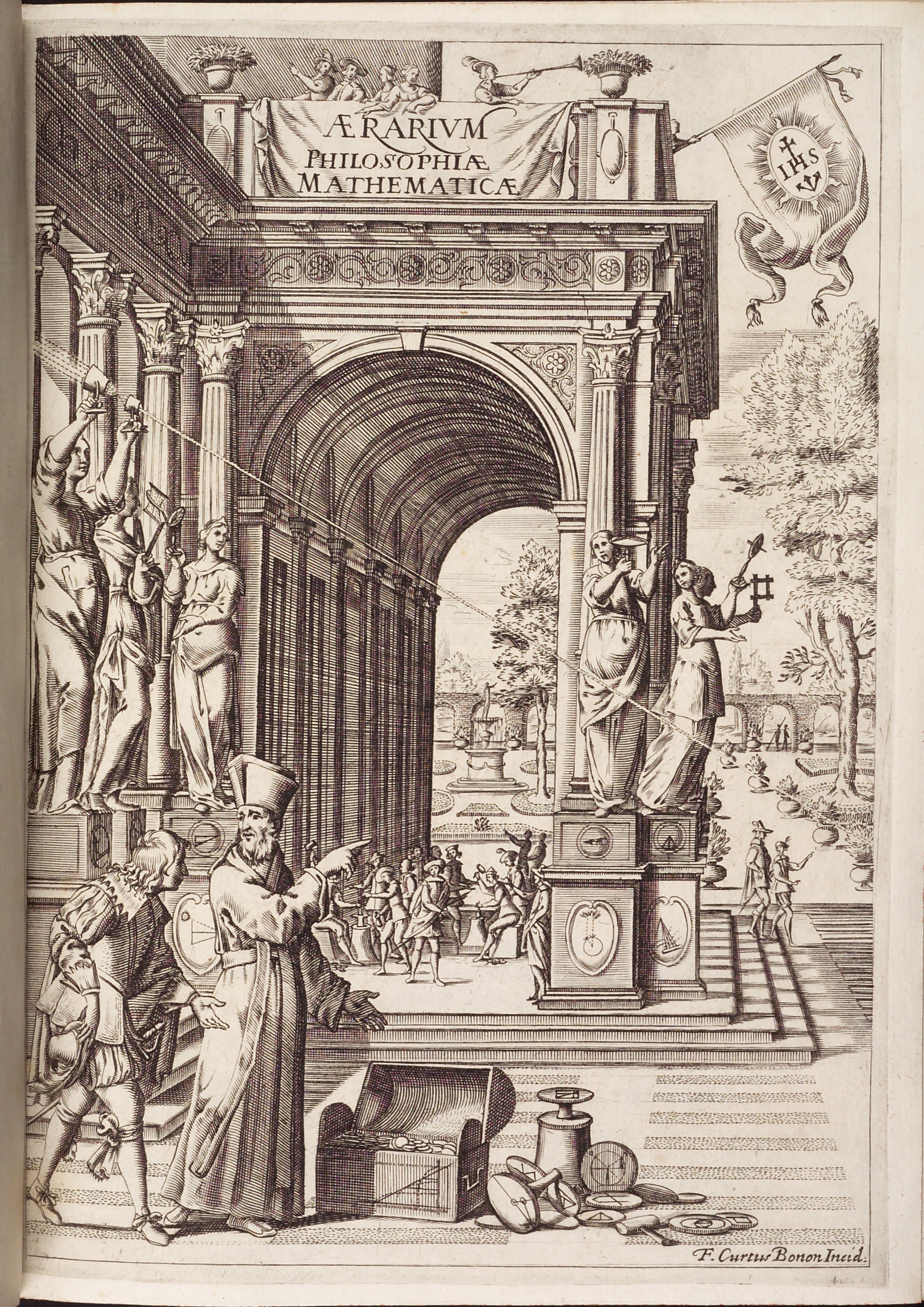
Mario Bettini, Aerarium philosophiae mathematicae, Bologna 1648. Stadtbibliothek Mainz.

- Rubenus, hilarotragoedia satyropastoralis (Parma, 1614).
- Ludovicus tragicum sylviludium (Parma, 1622).
- Lycaeum e moralibus, politicis ac poeticis (Venecia, 1626).
- Apiaria universae philosophiae mathematicae, in quibus paradoxa et nova pleraque machinamenta ad usus eximios traducta, et facillimis demonstrationibus confirmata, 2 v. (Bolonia, 1642).